# 三江線
三江線（日语：／ Sankō sen */?）是一條曾經連結日本島根縣江津市江津至廣島縣三次市三次，屬於西日本旅客鐵道（JR西日本）的鐵路線（地方交通線）。因為全線使用人次低，於2018年（平成30年）4月1日起廢線是國鐵分割民營化以来本州岛首次有里程100公里以上的铁路线路被废线。廢線前的路線記號為「F」，代表色為淺藍色（■）。

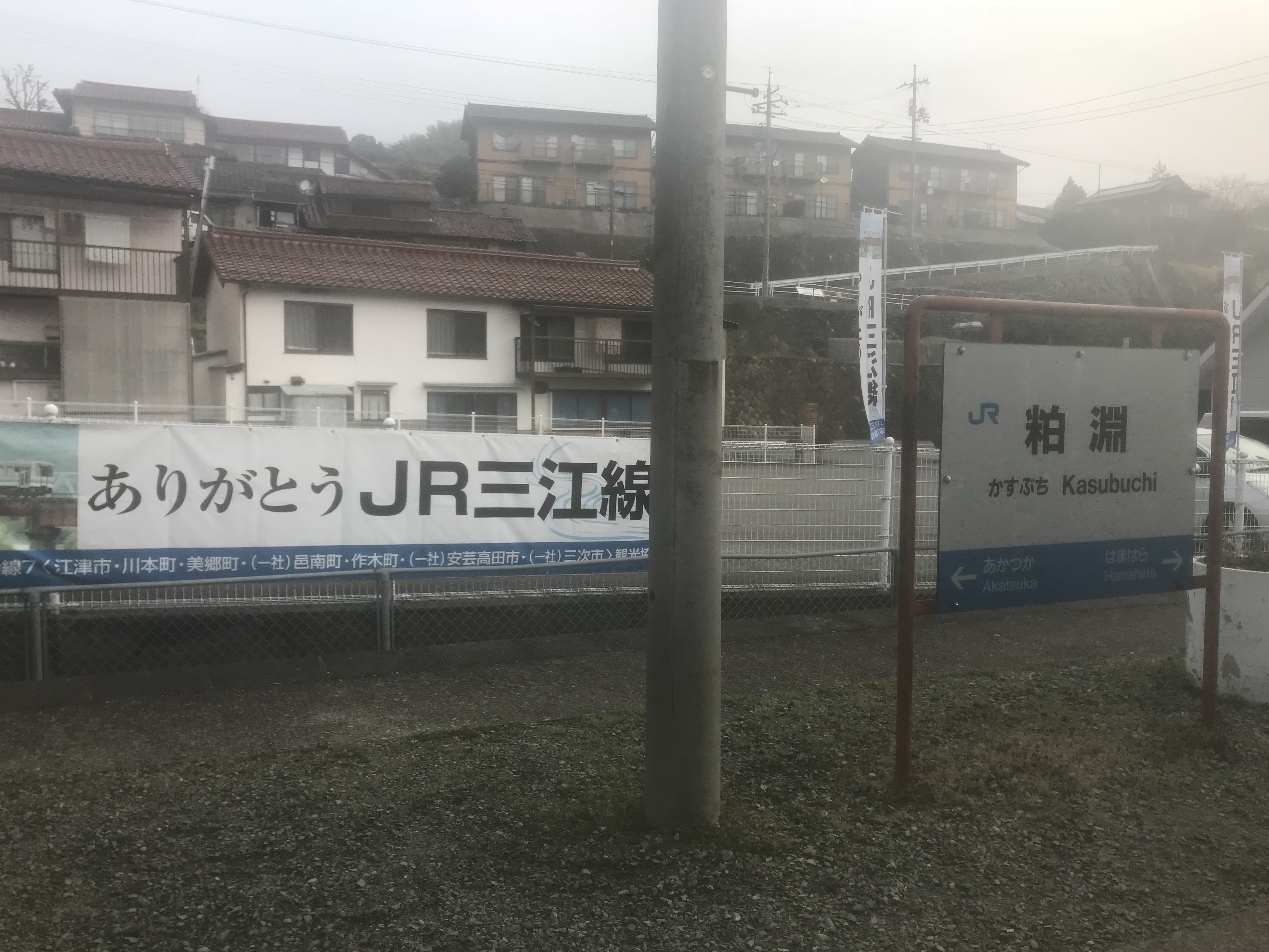
废线前在粕淵站张贴的感谢海报（2018年3月25日）

## 概要

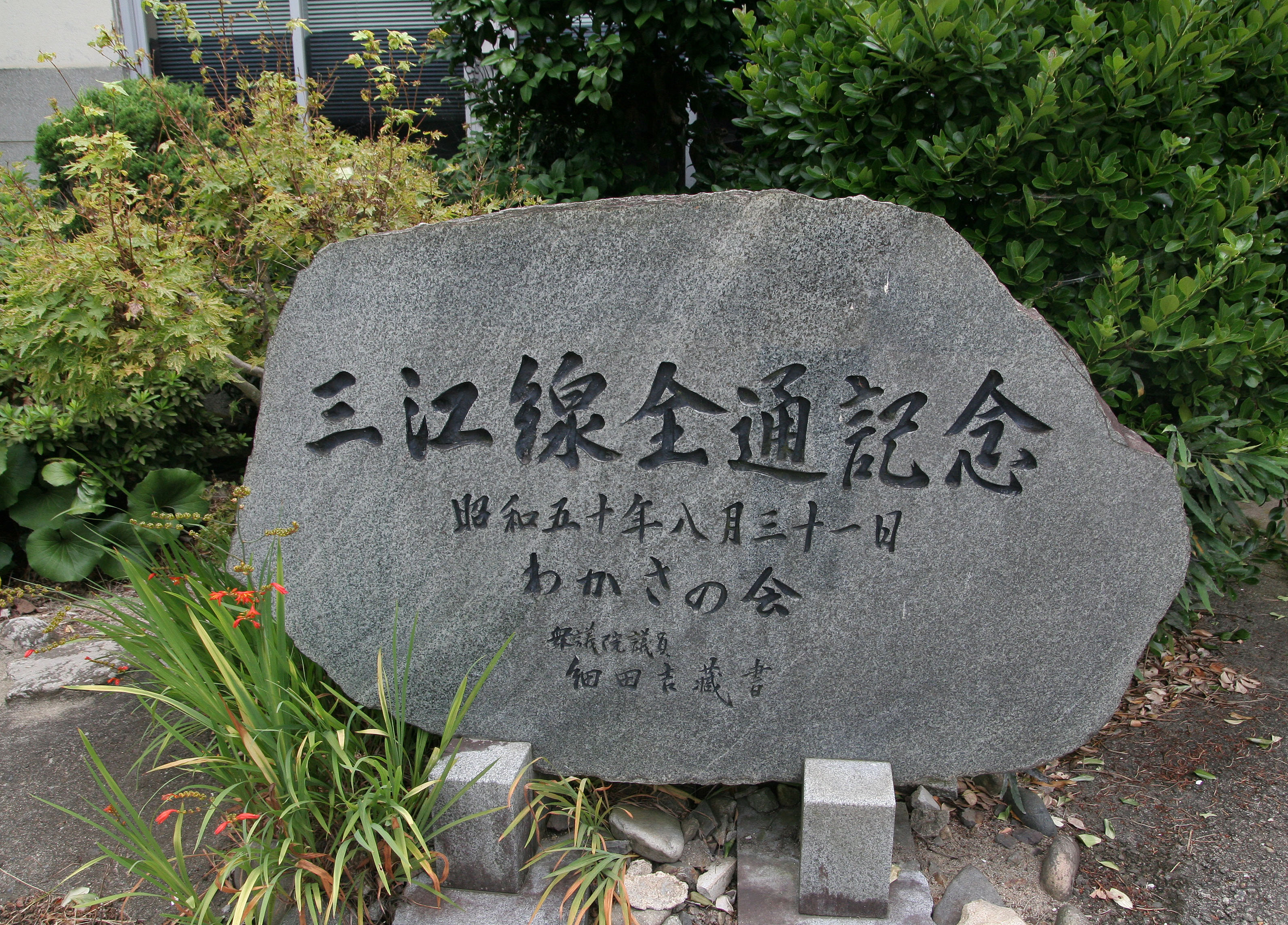
設於濱原車站，由眾議員細田吉藏所題字的三江線全通紀念碑

三江線是其中一條陰陽联络路線，於1930年代動工興建。經多階段建設後，於1975年才全線通車。
本路線沿線除澤谷站附近路段需要迴避濱原水壩外，都是沿江之川狹窄的岸邊平地而建。亦因為這個緣故，使路線迂迴曲折（路線長達108.1公里，但兩端車站直線距離不足60公里），沒有作為連接兩端都市的捷徑的功能，甚至沒有作為山陰地方及山陽地方連絡路線的功能。因此，一直沒有特急等優等列車班次途經此路線。
本路線的乘客只有沿線居民，而路線乘客人數亦一直低下（根據JR西日本米子支社於2008年進行的統計，全線每天平均乘客只有370人）。由於與同縣的木次線出雲橫田 - 備後落合段同屬嚴重缺乏乘客的路線，故1968年被列入國鐵提出的赤字83線後，以及1987年國鐵分割民營化前，曾有廢線的計畫。但因為沿線部分地區尚未有道路連接，再加上沿線居民反對，因此最終擱置。
JR西日本社長於2010年4月宣布計畫將有赤字的地方交通線改以巴士提供服務。JR西日本於2016年9月29日正式表明已向國土交通省申請，将于2018年3月終廢止三江線。
在JR西日本決定向國土交通省申請廢線後，沿線地方政府組成的三江線改良利用促進期成同盟會於2016年9月23日開會討論組成第三部門鐵道接手三江線的可行性，但因為接手後的經費負擔問題，無法取得共識而決議接受廢線。JR西日本有意在廢線後，將沿線鐵路設施無償讓渡給沿線的地方政府做再利用，但除了島根縣的1市3町已提出車站站房再利用的計劃，廣島縣三次市與安藝高田市地方政府因經費問題而持審慎的態度，僅表示將與沿線居民討論後再議。
本路線沿途有一些有特色的小車站。其中宇都井車站建於兩條隧道中間的高架部分，月台離地面達20米，被名為「日本月台最高的車站」。而位於廣島縣的伊賀和志車站，兩端軌道均橫跨附近地區作為島根縣（邑南町）和廣島縣（三次市）縣界的江之川，形成兩端軌道均位於島根縣的廣島縣車站。江之川沿岸興建堤防時，與三江線交會的多個地方有保留缺口給三江線以便列車通行，缺口處裝設防水閘門，洪水發生前會關閉閘門。

### 路線資料
- 管轄（事業類別）：西日本旅客鐵道（第一種鐵道事業者）
- 路段（營業距離）：江津站－三次站間 108.1公里[10]
- 軌距：1067毫米
- 站數：35個（包括起終點站）
  - 若只限屬於三江線的車站，排除屬於山陰本線的江津站與屬於藝備線的三次站[11]則為33個[12]。
- 複線路段：沒有（全線單線）
- 電氣化路段：沒有（全線非電氣化（日语：非電化））
- 閉塞方式：
  - 江津站－濱原站間 特殊自動閉塞式（軌道回路檢知式）
  - 濱原站－三次站間 自動閉塞式（特殊）
- 最高速度：
  - 江津站－濱原站間 65公里/小時[13]（舊三江北線）
  - 濱原站－口羽站間 85公里/小時[13]（後來鐵道公團建設的路段，因此最高速度較高）
  - 口羽站－三次站間 65公里/小時[13]（舊三江南線）
- 運轉指令所（日语：運転指令所）：江津CTC中心

## 運行型態
本路線只有普通列車班次，其中江津 - 濱原段及口羽 - 三次段每天有5班來回班次，濱原 - 口羽段每天有4班來回班次。所有班次均由駕駛兼任列車長（一人控制模式）。上午的上行班次（往三次方向）及下午的下行班次（往江津方向）均會通過長谷車站。每天的最後一班列車較其他路線早，分別於傍晚6時及7時自江津及三次開出。過往曾有較晚的班次（上行晚上8時、下行晚上9時）。
所有班次均以濱田鐵道部所屬的キハ120型柴油車運行。在使用120型前，則以キハ40型柴油車運行。
本路線列車行駛全線最長需要5小時。而由於全線單線且只有少數車站容許列車交會，故部分班次安排較特別。例如一班於早上9時57分自三次開往石見川本的列車（2011年3月12日版時刻表），實際上是會開到江津。但由於1999年3月拆除了川平、川戶及因原站的列車交會相關設施之後，江津 - 石見川本段的中途已沒有交會車站，而交會的班次於下午1時50分才到達石見川本，因此列車於12時8分到達石見川本後，所有乘客必須下車，駕駛則於車站休息。在交會的班次到達後，列車以另一班次於下午1時51分自石見川本發車開往江津。

## 历史
尚未全線通車時，三江线便面临着利用状况不理想的局面。1968年（昭和43年），尚未全通而被分为南线和北线的三江線，被列入国铁咨询委员会列出的赤字83線之中。
三江南线沿线拥有丰富的森林资源，在1950年代时每年能够生产8万袋木炭，地方亦对铁路开通後改善货物运输帶來的增產效益抱有期待。然而，能源革命的快速進展使得对木炭的需求量大幅减少，开通后每日运行的货物列车只有1班次。此外，由于1960年代大量人口离开鄉村，沿线人口急剧下降，近乎减半，使得三江南线在当时便成为了全国赤字额第八的线路。
因此，当三江线于1975年（昭和50年）全线通车时，由于已是闲散路线，延緩安装CTC和信号设备的工程，当时并无全线直通的列车，运行系统分段于最后开业的濱原站和口羽站。在这期间，三江线每日仅开行4对普通列车。之后，由于汽车普及，优等列车亦不再定期运行，而客源來自当地居民的通学和地区间移动为中心。
在三江线全通后仍經常討論廢線議題。1987年（昭和62年）国铁分割民营化时，由于沿线的代替道路并未整备，因此被排除于特定地方交通線之外。然而，沿线人口的减少、少子化與高龄化、私家车的日漸普及，使得客源日益減少。通学方面，由于校车更为便利，同时亦受到中山間地域学生监护人的支持，沿线校车的运行数量和区间逐年扩大，三江线的利用人数进一步减少。
2010年（平成22年）4月，JR西日本社长曾在记者招待会上提到会将地方交通线转换为巴士（并未提及具体线路），之后于2015年（平成27年）10月16日向广岛县和岛根县传达了开始商讨三江线废除的消息。
2016年（平成28年）9月1日，JR西日本在“三江线改良利用促进期成同盟会”的会议上表明，将会于9月末向国土交通省申请废除线路。在2012年度进行的增发班次实验中，通过巴士运行得出，即使将铁路的班次增加至平常的1.7倍至2倍，也仅会将乘客数量增加两成，并不能增加收益。而三江线于2014年度的运输密度更是仅有50人/日，仅是国铁分割民营化时的九分之一。此外，三江线曾因2006年和2013年发生的两次大规模灾害而不得不长期停运，灾害激化的风险无法忽视，因此决定将三江线废除。
2016年9月23日，由沿线自治体组织的三江线改良利用促进期成同盟会召开了临时总会，而商讨的结果是，由于将三江线转为第三部门铁路将带来过高的财政负担，因此决定将该线路废除。但是，对于将废除日期定于2017年9月末这一决定，沿线自治体以制定作为代替交通手段的巴士路线的计划需要大约1年半的时间，因此申请将废除日期延期。在经过商讨后，JR西日本同意了延期至2018年（平成30年）3月末的决定。而后2016年9月30日，JR西日本向国土交通省中国运输局提出了在2018年4月1日废除三江线的申请。
关于废除后剩余的设施，JR西日本决定无偿让渡至沿线自治体。受此影响，岛根县1市3町采取了对车站等站房再利用的方针。然而考虑到维持管理可能带来的负担，广岛县的2市决定慎重接受转让，并表示将基于同住民展开的意见交流会进行讨论。
代替交通方面，在2017年（平成29年）5月31日，于广岛合同厅舍召开，中国运输局和沿线6市町与会的三江线代替交通确保调整协议会上，由中国运输局提出的代替交通运行形态和班次数得到了通过。此外，于同年6月2日在广岛县三次厅舍（三次市）召开，广岛、岛根两县和沿线6市町与会，就沿线地区公共交通展开讨论的协议会上，提出了到2023年3月为止的指导性框架方案。。
2017年秋，因废除日期将近，为作最后纪念而前来的旅客大幅增加。尤其是周末，因大量游客的涌入，两节编组的列车如同通勤高峰时期一样拥挤。2017年12月10日，“感谢三江线纪念入场券组”在三次站、江津站和滨田站发售，销量8000套。原本预定于2018年3月31日停售，但在此日期前即售完。此外，在线路废除前，大量铁路迷和游客到访之际的2018年1月，由于大雪，线路沿线有100多处树木发生倾覆，导致滨原站 - 三次站自1月11日，江津站 - 滨原站自1月12日起停止运行。1月16日，江津站 - 石见川本站恢复运行。之后，石见川本站 - 滨原站于2月2日、口羽站 - 三次站于2月22日、滨原站 - 口羽站于2月24日分别恢复运行。
2018年2月24日，在JR西日本集团的日本旅行企划中，团体临时列车“サロンカーなにわ”在大阪站 - 滨田站作为“サロンカー江の川”运行，之后作为临时列车进入三江线。同年3月3日，废除后的代替巴士重组计划得到批准，确定了后续的巴士路线。
在3月17日的运行图调整中，三江线的所有列车都被改为临时列车（列车番号为9000D番台）。考虑到因线路废除会增加利用人数，因此增加了1对列车，且所有列车都在两节编组以上。由于三江线所属的滨田铁道部的Kiha120型发生了不足，甚至不得不向木次铁道部和下关综合车辆所新山口支所借调了数辆Kiha120型。3月31日，以最终列车运行为终点，三江线正式迎来了废除日。
在JR成立后，除了三江线以外，被废除或转交第三部门，全长超过100km的铁道路线还有標津線、天北線、名寄本線和深名線。同时，三江线亦是在以上线路中，第一条位于本州的线路。

## 廢線後的情形

#### 宇都井站、口羽站周邊
「NPO法人江之川鐵道」計畫將宇都井站週邊地區開闢為鐵路公園並行駛台車。2018年10月，以電池為動力源的台車在口羽站內試車。 。2021年2月13日，使用從宮崎縣高千穗鐵道借來的台車，進行了首次跨縣（島根縣到廣島縣）的行駛。
2019年3月，島根縣邑智郡邑南町宣布取得口羽站與宇都井站周邊設施。 2021年4月1日，「三江線鐵道公園」開幕。隨後又取得了位於同町的作木口站週邊設施，並於2023年4月1日作為「三江線鐵道公園」開放。

### 年表

#### 三江線→三江北線
- 1930年（昭和5年）4月20日：三江線 石見江津（現稱江津） - 川戶段（13.9km）開業。川平車站、川戶車站開業。
- 1931年（昭和6年）5月20日：川戶 - 石見川越段延線（8.4km）開業。石見川越車站開業。
- 1934年（昭和9年）11月8日：石見川越 - 石見川本段延線（10.3km）開業。因原車站、石見川本車站開業。
- 1935年（昭和10年）12月2日：石見川本 - 石見簗瀨段延線（10.1km）開業。乙原車站、石見簗瀨車站開業。
- 1937年（昭和12年）10月20日：石見簗瀨 - 濱原段延線（7.4km）開業。粕淵站、濱原站開業。
- 1949年（昭和24年）11月15日：田津車站、鹿賀車站開業。
- 1955年（昭和30年）3月31日：三江南線開業後，改稱三江北線。
- 1958年（昭和33年）7月14日：江津本町車站、千金車站、竹車站開業。
- 1962年（昭和37年）1月1日：木路原車站開業。
- 1967年（昭和42年）4月1日：明塚車站開業。
- 1970年（昭和45年）6月1日：石見江津車站改稱江津車站。
- 1972年（昭和47年）7月11日：明塚 - 濱原段因在暴雨中受損而暫停服務。
- 1974年（昭和49年）12月29日：明塚 - 濱原段回復正常。

#### 三江南線
- 1955年（昭和30年）3月31日：三江南線 三次 - 式敷段（14.7km）開業（只經營客運業務）。尾關山車站、粟屋車站、船佐車站、式敷車站開業。
- 1956年（昭和31年）7月10日：所木站、信木站が開業。
- 1963年（昭和38年）6月30日：式敷 - 口羽段延線（13.7km）開業（只經營客運業務）。香淀車站、作木口車站、江平車站、口羽車站開業。
- 1969年（昭和44年）4月25日：長谷暫設車站開業。

#### 全通以後
- 1975年（昭和50年）8月31日：濱原 - 口羽段延線（29.6km）開業（只經營客運業務），全線通車。延線與三江北線及三江南線合併，成為現時的三江線。但因號誌系統尚未完工，三段路線的列車並非互相通行，途中必須換乘。同日澤谷車站、潮車站、石見松原車站、石見都賀車站、宇都井車站、伊賀和志車站開業。
- 1978年（昭和53年）3月30日：開始全線直通運行[42]。
- 1982年（昭和57年）11月7日：江津 - 濱原段的貨運業務停止。
- 1987年（昭和62年）
  - 3月31日：長谷暫設車站升格為正式車站。
  - 4月1日：國鐵分割民營化，路線由西日本旅客鐵道接管。
- 1989年（平成元年）12月16日：部分班次改以一人控制。
- 1994年（平成6年）6月1日：改以Kiha120型柴油車服務。
- 2006年（平成18年）
  - 7月19日：暴雨令沿線38處受損，全線停運[43]。
  - 7月23日：以巴士及特大計程車代為提供服務。
  - 12月15日：濱原 - 三次段重開[44]。
- 2007年（平成19年）6月16日：全線回復正常[45]。
- 2015年（平成27年）8月31日：三江線全線通車40週年紀念，沿線組成的三江線活化協議會及三江線改良利用促進期成同盟會經公開募集活動訂定三江線的暱稱為「江之川鐵道」（江の川鉄道）[46]
- 2018年（平成30年）
  - 1月1日：NHK的跨年特別節目在宇都井車站現場直播車站夜景及跨年特別列車。
  - 3月17日：因應廢線停駛前大量的乘客，JR西日本調整時刻表增加一班全線行駛班次。[47]
  - 4月1日: 因為全線使用人次非常低，已於2018年廢線。

### 运行过的临时列车

#### 快速“波子海岸”
1978年至1989年间一度设置的临时列车。为了方便三次站附近的居民在夏天前往波子站的海水浴场，JR西日本在夏天设置了连接波子站和广岛站之间，经由山阴本线、三江线、芸备线的临时快速列车“波子ビーチ（波子海岸）”。该车次三次站到广岛站之间只停大站，在口羽~三次区间内各站停车，江津站到口羽站之间所有站通过不停车（有时会运转停车）。到了1986年，江津站也通过不停车了。

#### 急行“江之川”
1988年至1994年间一度设置的临时列车。临时急行列车“江之川”经由山阴本线、三江线、芸备线，运行于浜田站和广岛站之间。日本旅行作家宫胁俊三曾经在三江线全通前构想过在三江线全通后设置连接浜田站和冈山站之间的新干线联络用急行列车。尽管走向有些不同，但是也算把他的急行构想现实化了。

#### SL“江之川”
1992年11月20日~11月23日运行于江津站和石见川本站之间的临时快速蒸汽列车，是“三江线SL实行委员会”为了宣传沿线的自然风光和各村落的人文观光而策划的列车。车头使用C56 160型蒸汽火车头牵引，车尾有DE10形柴油机车连接。在此之后该车次偶尔会临时运行，随后在1997年的秋天被彻底取消。

## 車站列表
- 所有列車都是普通列車。基本上停靠全部車站，一部分列車通過長谷站
- 軌道（全線單線） … ◇：可列車交會，｜：不可列車交會

| 中文站名 | 日文站名 | 英文站名 | 中文愛稱 （石見神樂演目名） | 日文愛稱 | 站間營業距離 | 累計營業距離 | 接續路線                         | 軌道 | 所在地              | 所在地              |
| -------- | -------- | -------- | --------------------------- | -------- | ------------ | ------------ | -------------------------------- | ---- | ------------------- | ------------------- |
| 江津     |          |          | 八十神                      |          | -            | 0.0          | 西日本旅客鐵道： 山陰本線        | ｜   | 島根縣              | 江津市              |
| 江津本町 |          |          | 惠比壽                      |          | 1.1          | 1.1          |                                  | ｜   | 島根縣              | 江津市              |
| 千金     |          |          | 日本武尊                    |          | 2.3          | 3.4          |                                  | ｜   | 島根縣              | 江津市              |
| 川平     |          |          | 大江山                      |          | 3.6          | 7.0          |                                  | ｜   | 島根縣              | 江津市              |
| 川戶     |          |          | 鈴鹿山                      |          | 6.9          | 13.9         |                                  | ｜   | 島根縣              | 江津市              |
| 田津     |          |          | 羯鼓·切目                   |          | 5.4          | 19.3         |                                  | ｜   | 島根縣              | 江津市              |
| 石見川越 |          |          | 賴政                        |          | 3.0          | 22.3         |                                  | ｜   | 島根縣              | 江津市              |
| 鹿賀     |          |          | 道返                        |          | 3.5          | 25.8         |                                  | ｜   | 島根縣              | 江津市              |
| 因原     |          |          | 劍舞                        |          | 3.1          | 28.9         |                                  | ｜   | 島根縣              | 邑智郡川本町        |
| 石見川本 |          |          | 八幡                        |          | 3.7          | 32.6         |                                  | ◇    | 島根縣              | 邑智郡川本町        |
| 木路原   |          |          | 天神                        |          | 2.0          | 34.6         |                                  | ｜   | 島根縣              | 邑智郡川本町        |
| 竹       |          |          | 鹿島（國讓）                |          | 3.0          | 37.6         |                                  | ｜   | 島根縣              | 邑智郡美鄉町        |
| 乙原     |          |          | 帶舞                        |          | 2.2          | 39.8         |                                  | ｜   | 島根縣              | 邑智郡美鄉町        |
| 石見簗瀨 |          |          | 岩戶                        |          | 2.9          | 42.7         |                                  | ｜   | 島根縣              | 邑智郡美鄉町        |
| 明塚     |          |          | 黑塚                        |          | 2.3          | 45.0         |                                  | ｜   | 島根縣              | 邑智郡美鄉町        |
| 粕淵     |          |          | 神武                        |          | 3.1          | 48.1         |                                  | ｜   | 島根縣              | 邑智郡美鄉町        |
| 濱原     |          |          | 大蛇                        |          | 2.0          | 50.1         |                                  | ◇    | 島根縣              | 邑智郡美鄉町        |
| 澤谷     |          |          | 猿丸太夫                    |          | 3.7          | 53.8         |                                  | ｜   | 島根縣              | 邑智郡美鄉町        |
| 潮       |          |          | 潮拂                        |          | 5.8          | 59.6         |                                  | ｜   | 島根縣              | 邑智郡美鄉町        |
| 石見松原 |          |          | 戾橋                        |          | 3.2          | 62.8         |                                  | ｜   | 島根縣              | 邑智郡美鄉町        |
| 石見都賀 |          |          | 髪掛之松                    |          | 5.6          | 68.4         |                                  | ◇    | 島根縣              | 邑智郡美鄉町        |
| 宇都井   |          |          | 塵倫                        |          | 6.4          | 74.8         |                                  | ｜   | 島根縣              | 邑智郡邑南町        |
| 伊賀和志 |          |          | 鈴合                        |          | 3.4          | 78.2         |                                  | ｜   | 廣島縣三次市        | 廣島縣三次市        |
| 口羽     |          |          | 神降                        |          | 1.5          | 79.7         |                                  | ◇    | 島根縣 邑智郡邑南町 | 島根縣 邑智郡邑南町 |
| 江平     |          |          | 五龍王                      |          | 3.5          | 83.2         |                                  | ｜   | 島根縣 邑智郡邑南町 | 島根縣 邑智郡邑南町 |
| 作木口   |          |          | 胴之口                      |          | 1.7          | 84.9         |                                  | ｜   | 島根縣 邑智郡邑南町 | 島根縣 邑智郡邑南町 |
| 香淀     |          |          | 羅生門                      |          | 4.8          | 89.7         |                                  | ｜   | 廣島縣              | 三次市              |
| 式敷     |          |          | 瀧夜叉姬                    |          | 3.6          | 93.3         |                                  | ◇    | 廣島縣              | 安藝高田市          |
| 信木     |          |          | 子持山姥                    |          | 1.8          | 95.1         |                                  | ｜   | 廣島縣              | 安藝高田市          |
| 所木     |          |          | 玉藻之前                    |          | 1.9          | 97.0         |                                  | ｜   | 廣島縣              | 安藝高田市          |
| 船佐     |          |          | 惡狐傳                      |          | 1.4          | 98.4         |                                  | ｜   | 廣島縣              | 安藝高田市          |
| 長谷     |          |          | 鐘馗                        |          | 2.2          | 100.6        |                                  | ｜   | 廣島縣              | 三次市              |
| 粟屋     |          |          | 曾我兄弟                    |          | 2.5          | 103.1        |                                  | ｜   | 廣島縣              | 三次市              |
| 尾關山   |          |          | 紅葉狩                      |          | 3.0          | 106.1        |                                  | ｜   | 廣島縣              | 三次市              |
| 三次     |          |          | 土蜘蛛                      |          | 2.0          | 108.1        | 西日本旅客鐵道： 藝備線、 福鹽線 | ◇    | 廣島縣              | 三次市              |

1. ↑  福鹽線的正式終點是藝備線鹽町站，所有列車直通至三次站

### 全線廢除前廢除的車站
- 野井臨時乘降場[48][49]：明塚站－粕淵站間，1972年（昭和47年）因水害明塚站－濱原站間無法通行之際設置，1973年（昭和48年）代行巴士開始運行而廢除。